# Erophylla sezekorni
Erophylla sezekorni là một loài động vật có vú trong họ Dơi mũi lá, bộ Dơi. Loài này được Gundlach mô tả năm 1860.